# Fellini Satyricon
Fellini Satyricon, all'estero semplicemente noto come Satyricon, è un film del 1969, co-scritto e diretto da Federico Fellini, liberamente tratto dall'omonima opera dello scrittore latino Petronio.

## Trama
(Tagline del trailer in lingua inglese)
Ascilto ed Encolpio, due giovani scapestrati, vivono di espedienti nella Roma imperiale e passano da un'avventura all'altra, anche la più sciagurata, senza la minima remora. Non hanno nemmeno il culto dell'amicizia, sono pronti a tradirsi e a rinnegarsi in ogni momento. I due si innamorano dell'efebo Gitone e condividono le sue grazie.
Dentro una baracca di legno che funge da teatro, Vernacchio recita il suo spettacolo. In mezzo gli attori, Encolpio vede comparire Gitone vestito da Cupido, sale sul palcoscenico e tenta di portarlo via, ma gli altri attori lo minacciano. Dopo l'intervento di un magistrato che impone a Vernacchio la restituzione del ragazzo, Encolpio e Gitone vanno in giro allegramente per le strade strette e buie della suburra, vengono attirati in un lupanare, da cui riescono a fuggire, poi arrivano in un misero appartamento di un grande edificio, brulicante di inquilini. Qui li sorprende Ascilto e, in seguito alla discussione che ne nasce, Encolpio gli propone di separarsi e di andare ognuno per la propria strada. Il ragazzo imprevedibilmente sceglie di rimanere con Ascilto. Encolpio, sconvolto per questo nuovo abbandono, tenta di impiccarsi ma il boato di un terremoto lo distrae dal proposito: il palazzone sta per crollare. Facendosi largo per le scale fra decine di inquilini terrorizzati, scappa verso l'esterno e vede il palazzone collassare in mezzo a una nuvola di polvere. 
Durante la visita a una pinacoteca, incontra il vecchio poeta Eumolpo e insieme si recano in una villa di campagna, dove molte persone fanno abluzioni in una piscina, altre vengono unte di oli da massaggiatori, altre ancora rasate da barbieri. La villa è di Trimalcione, un liberto arricchito ma ignorante e volgare, che entra in scena portato su una lettiga da alcuni servitori che lo depositano sul bordo della piscina. Ha inizio la cena, servita da un esercito di schiavi. Encolpio si ritrova seduto vicino a Trifena, una giovane donna che comincia sfacciatamente a corteggiarlo. Eumolpo, ubriacatosi insieme agli altri commensali, offende Trimalcione, che si era vantato poeta e filosofo: per questo motivo viene catturato e torturato. Encolpio osserva ciò che accade senza aiutare il compagno d'avventura. In seguito i commensali e i servi di Trimalcione inscenano la morte di quest'ultimo e il suo funerale, con il liberto arricchito che dirige dalla bara tutto un rito surreale e decadente. 
All'alba Encolpio e Trifena raggiungono con una scialuppa la nave del pirata Lica al servizio dell'imperatore. Qui incontrano di nuovo Gitone ed Ascilto e fra i tre scoppia un alterco che Trifena cerca amichevolmente di calmare. Sulla nave si banchetta e ci si abbandona all'allegria; il mattino seguente si scorge passare sul mare la nave dell'imperatore, seguita da una grossa imbarcazione carica di soldati che si accostano e balzano sul vascello dell'imperatore uccidendolo. Saliti sulla nave di Lica, i soldati uccidono anche lui mozzandogli la testa, che finisce in mare.
In una bella villa dalle linee classiche, circondata da pini e cipressi, un ex ufficiale congeda gli schiavi restituendo loro la libertà; insieme alla moglie si reca nella stanza dei bambini e li saluta per l'ultima volta. Gli schiavi e i bambini partono e i due coniugi si tagliano le vene dei polsi. Di notte arrivano Encolpio e Ascilto che scorgono il cadavere del padrone di casa e della moglie. Al mattino passa il lungo corteo del nuovo imperatore, che si lascia dietro un nuvolone di polvere.
In un grande tempio caduto in degrado, un vecchio contadino custodisce una creatura albina a cui il popolo attribuisce poteri magici, un ermafrodito. Encolpio e Ascilto, per sfruttare a scopo di lucro le sue capacità miracolose, rapiscono la creatura con l'aiuto di un bandito, ma durante la fuga l'ermafrodito muore mentre i tre si azzuffano dandosi la colpa l'un l'altro. I due amici fanno fuori il bandito.
Arrivano poi in una città assolata, in cui Encolpio viene scaraventato in un'arena polverosa e finisce in un labirinto di pietra, fino a incontrare un uomo con una mostruosa maschera a forma di testa di toro: è il proconsole, travestito da Minotauro, che gli spiega che è vittima di uno scherzo e gli dà il benvenuto alla festa in onore del dio Riso offrendogli una donna, Arianna. Encolpio, davanti al pubblico che lo incoraggia, deve accoppiarsi con lei ma non riesce: per la folla è un cattivo auspicio e fra la folla c'è il poeta Eumolpo, che dà la colpa alla maledizione di Priapo, un dio dispettoso, dalla quale deve essere liberato. A liberarlo sarà la maga Enotea mentre Ascilto, dopo aver sostenuto l'assalto di un battelliere, si accascia a terra morto lasciando l'amico solo e sconvolto.
Encolpio raggiunge la nave di Eumolpo, ma intanto il vecchio poeta è morto. Nel suo testamento ha deciso di nominare come suo erede chi si nutrirà delle sue carni. Un gruppo di marinai si accinge alla dissezione del corpo del vecchio poeta, ma Encolpio, dopo aver rifiutato questo atto di cannibalismo, si unisce all'equipaggio di giovani, che salpano verso nuovi lidi e nuove avventure.

### Differenze dal testo letterario
Il film non è una trasposizione letterale dell'originale di Petronio. Come l'opera da cui è tratto, pervenutaci in forma frammentaria, il film non ha un'unità narrativa ben definita e lineare: la scena della cena di Trimalcione è l'unica parte completa ripresa dal testo di Petronio. Tra le principali modifiche apportate dal regista c’è il trasferimento dell'azione dalla Magna Grecia a Roma e dintorni, l'aggiunta degli episodi della suburra, della pinacoteca, dell'assassinio dell'imperatore, della villa dei suicidi e dell'oracolo ermafrodita. Nell'adattamento di Fellini, quest'ultimo viene rapito da Ascilto e muore per disidratazione in una landa deserta durante il cammino. Anche la conseguente morte di Ascilto, verso la fine del film, è una manipolazione dell'originale. Altre interpolazioni di Fellini sono l'episodio del minotauro nel labirinto (che prima cerca di uccidere Encolpio, per poi riconciliarsi con lui e cercare di baciarlo), e quello della donna ninfomane il cui marito ingaggia Ascilto perché la soddisfi.

## Produzione
(Federico Fellini)
Il primo progetto era di un kolossal all'americana, il più impersonale possibile per non dispiacere ai mercati, ma nel passare alla fase operativa, Fellini si convertì all'idea di un «film di fantascienza del passato». Si incaricò egli stesso dei disegni preparatori e chiese la consulenza di due latinisti illustri (Ettore Paratore e Luca Canali) per essere sicuro dell'argomento che si apprestava a "deformare".

### Cast
Per i ruoli principali, il regista aveva pensato a Terence Stamp e Pierre Clementi, ma per ragioni economiche dovette ripiegare su due giovani semisconosciuti. Per il ruolo di Trimalcione, Fellini aveva inizialmente pensato a Boris Karloff, ma l'attore era in cattive condizioni di salute e morì pochi mesi dopo; si fece il nome di Alberto Sordi poi addirittura di Bud Spencer, che però rifiutò la parte, perché sarebbe dovuto comparire nudo.
Nel corso di una diretta televisiva, Fellini invitò Mina a entrare nel cast, probabilmente per il ruolo di Trifena, ma la cantante declinò cortesemente l'invito. Nel ruolo del Minotauro fu scelto Luigi Montefiori, che di lì a qualche anno sarà presenza fissa in polizieschi all'italiana e spaghetti-western, con il nome d'arte di George Eastman. L'attore più pagato in assoluto fu paradossalmente Salvo Randone, allora già affermato come attore di teatro.
In questo film fece il suo debutto un giovane Alvaro Vitali, appena scoperto da Federico Fellini, che interpreta uno degli attori della compagnia di Vernacchio; nel cast vi è inoltre un cameo dell'attore comico americano Richard Simmons e tra le comparse utilizzate nel film c'è anche Renato Fiacchini, in arte Renato Zero. Inoltre al film prese parte, come comparsa, il cestista Suleiman Ali Nashnush, noto per essere lo sportivo più alto del mondo in vita (245 cm).
Le scene e i costumi furono affidati a Danilo Donati, che da allora divenne uno dei collaboratori fissi di Fellini. Alle musiche, Nino Rota fu affiancato da anonimi musicisti che eseguivano suoni folklorici e stranianti.
A partire dal 9 dicembre 1968, le riprese durarono più di sei mesi (con interruzioni nei periodi di Natale e Pasqua) per un totale di 80 000 metri di pellicola e 2 miliardi di lire di costo. Quasi tutte le scene furono girate nei teatri di posa di Cinecittà, cambiando ambiente in media ogni due giorni e mezzo.

### Distribuzione
Il film fu presentato in pubblico come attesissimo evento di chiusura della 30ª Mostra del cinema di Venezia. Esauriti i biglietti in largo anticipo, l'organizzazione dovette allestire una seconda proiezione in coda alla prima.

### Concorrenza
Nello stesso anno dell'uscita del film Gian Luigi Polidoro firmò un'altra pellicola incentrata sull'opera di Petronio, intitolata appunto Satyricon, con Ugo Tognazzi nei panni del vecchio Trimalcione e Don Backy. Per distinguersi da questa, l'opera felliniana dovette riportare il nome del regista nel titolo (infatti all'estero, dove il problema non si poneva, il film si chiama semplicemente Satyricon). In realtà Fellini stava già lavorando al suo Satyricon, prodotto da Alberto Grimaldi, quando il produttore Alfredo Bini (che forse avrebbe voluto ingaggiare il regista per la propria Casa di produzione oppure aveva intravisto le ottime possibilità di guadagno prospettate dal titolo), decise di affidarne a Polidoro una propria trasposizione, che uscì alcuni mesi prima di quella di Fellini e che fu sequestrata con l'accusa di oscenità.
Secondo la versione di Alfredo Bini, invece, il primo progetto di un film tratto dall'opera di Petronio sarebbe stato il suo (risalente al 1963), e per questa ragione la vertenza giudiziaria che ne seguì portò come esito al cambio del titolo del film prodotto da Grimaldi, che divenne non più soltanto Satyricon ma Fellini Satyricon.

## Critica
(Morando Morandini)
Il critico cinematografico Davide Rinaldi così spiega l'intimo significato del film ponendo un parallelo con La dolce vita:

## Riconoscimenti
- 1970 - Nastri d'argento
  - Miglior attore non protagonista a Fanfulla (ex aequo)
  - Migliore fotografia a colori a Giuseppe Rotunno
  - Miglior scenografia a Danilo Donati e Luigi Scaccianoce
  - Migliori costumi a Danilo Donati
- 1971 - Premio Oscar
  - Candidatura Miglior regista a Federico Fellini

## Parodia
Nel 1970 il regista comico Mariano Laurenti firmerà una parodia di Fellini Satyricon con la partecipazione di Franco Franchi, Ciccio Ingrassia ed Edwige Fenech, intitolata Satiricosissimo, dove Federico Fellini e il suo film sono spesso nominati.